# 松井田町人見
松井田町人見（まついだまちひとみ）は、群馬県安中市の地名。旧碓氷郡松井田町大字人見にあたる地名である。郵便番号は379-0224。

## 地理
碓氷川の上流右岸の横野段丘のほぼ中央部に位置している。

### 河川
- 碓氷川

## 歴史
江戸時代頃からある地名である。はじめは幕府領だった。村内大王寺は元和年間旗本吉良氏領となり、元禄15年上野介義央が赤穂浪士に殺されて吉良氏改易後、幕府領を経て文化年間から旗本星合氏、島田氏の相給となった。

### 年表
- 1889年 町村制施行により碓氷郡松井田町、臼井町、坂本町、西横野村、九十九村、細野村が成立し、碓氷郡西横野村となる
- 1954年 松井田町、臼井町、坂本町、西横野村、九十九村、細野村の6町村が合併して新たに碓氷郡松井田町人見となる。
- 2006年3月18日 松井田町が安中市と合併し、安中市松井田町人見となる。

### 地名
かつては「浅里」と称したこともある。地名の由来は鎌倉時代北条氏の家臣武蔵国榛沢郡人見の住人人見四郎思阿が当地を領したためといわれている。

## 世帯数と人口
2017年（平成29年）7月31日現在の世帯数と人口は以下の通りである。
| 町丁         | 世帯数  | 人口    |
| ------------ | ------- | ------- |
| 松井田町人見 | 740世帯 | 1,844人 |

## 教育
市立小・中学校に通う場合、学区は以下の通りとなる。
| 番地 | 小学校               | 中学校               |
| ---- | -------------------- | -------------------- |
| 全域 | 安中市立西横野小学校 | 安中市立松井田中学校 |

## 交通

### 鉄道
線路が通っているが、鉄道駅はない。

### 道路
国道はなく、県道は群馬県道217号松井田中宿線、群馬県道48号下仁田安中倉渕線、群馬県道213号磯部停車場妙義山線が通過。

## 施設
- 西横野幼稚園
- 大宮神社

## 避難所
指定緊急避難場所
- 上人見公会堂[7]
- 塚原公会堂
- 大王寺公会堂
- 大王寺団地公園
- 高野谷戸公会堂

指定避難所
- 西横野小学校体育館[8]